# Moacir Barbosa Nascimento
Moacir Barbosa Nascimento (n. 27 martie 1921, Campinas, São Paulo, Brazilia – d. 7 aprilie 2000, Praia Grande, São Paulo, Brazilia) a fost un jucător de fotbal brazilian care a jucat ca portar.
A fost unul dintre cei mai buni portari din anii 1940 și 1950, faimos și pentru faptul că nu purta mănuși.
Cariera lui a fost terminată brusc de pierderea finalei în Campionatul Mondial de Fotbal din 1950.